# Dals-Eds kommunala realskola
Dals-Eds kommunala realskola var en kommunal realskola i Ed verksam från 1951 till 1972.

## Historia
Skolan bildades 1947 som en högre folkskola. 1951 ombildades denna till en kommunal mellanskola vilken ombildades till kommunal realskola 1 juli 1952
Realexamen gavs från 1951 till 1972.
Som skolbyggnad användes gamla Trafikchefsvillan.